# TOKYOシリーズ
TOKYOシリーズ（とうきょうシリーズ）は、2015年4月10日から行われている東京都をフランチャイズとする日本のプロ野球球団：東京ヤクルトスワローズと読売ジャイアンツが対戦する試合で行われる企画の呼称である。

## 概要
2005年オフ、ヤクルトスワローズは東京都での地域密着を目指し、東京ヤクルトスワローズと改名した。それを機に、同じく東京を本拠地とする読売ジャイアンツとの試合を東京ダービーと表現するようになった。主にヤクルト・フジテレビ側が東京ダービー、巨人・日本テレビ側がメトロポリタンシリーズと呼んでいた。
2015年3月1日、両球団はTOKYOシリーズの企画を発表。対象試合は2015年4月10日から同月12日（東京ドーム）・24日から26日（明治神宮野球場）で、主な企画内容として両チームとも胸に「TOKYO」の文字が入ったユニフォームを着用する。ヤクルトは緑を基調とした特別ユニフォーム「TOKYO燕パワーメント」ユニフォーム、巨人は胸に「TOKYO」の文字が入ったビジターユニフォームをホームゲームでも着用する。

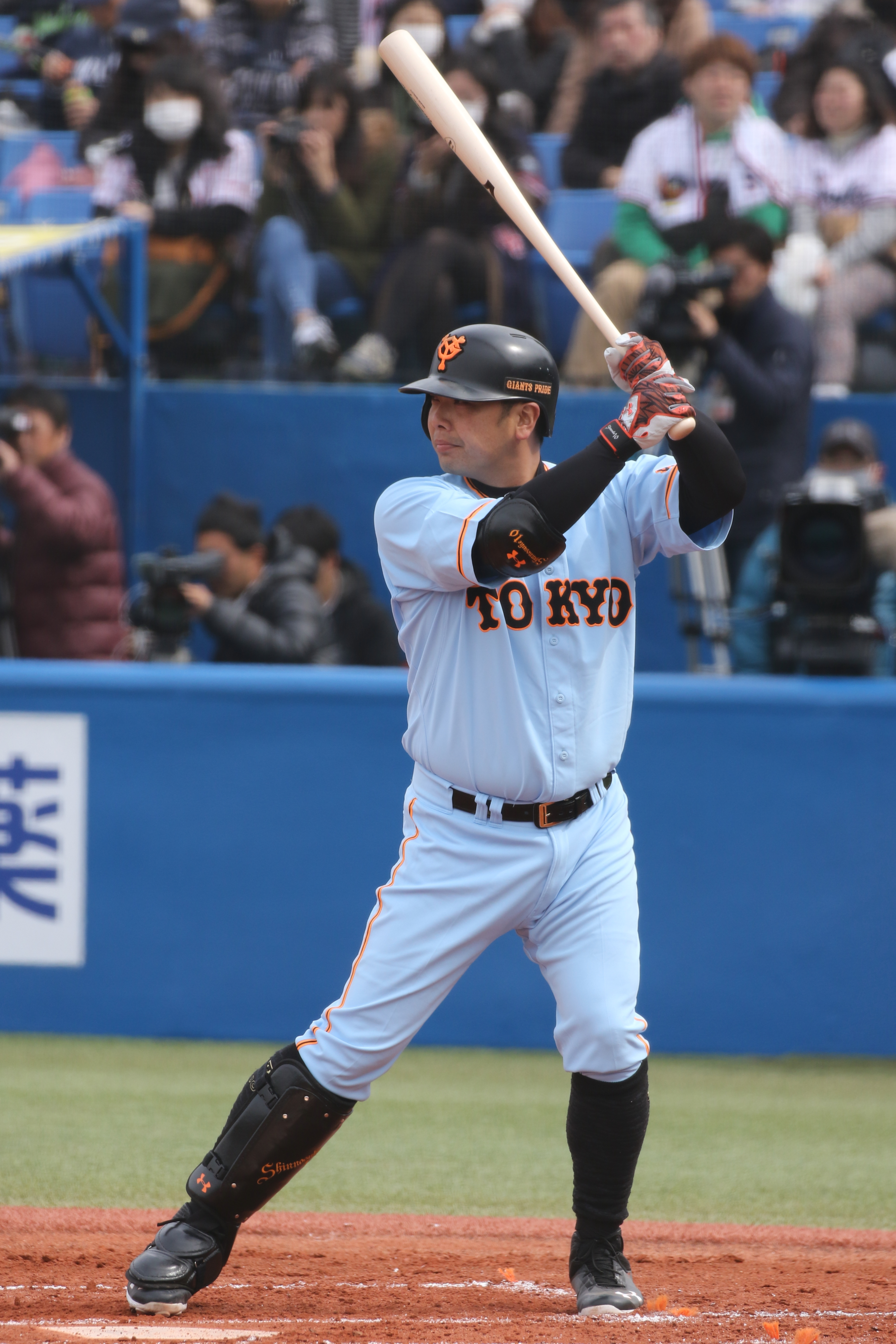
2015年・2016年のTOKYOシリーズで使用されたビジターユニフォームを着用する巨人・阿部慎之助

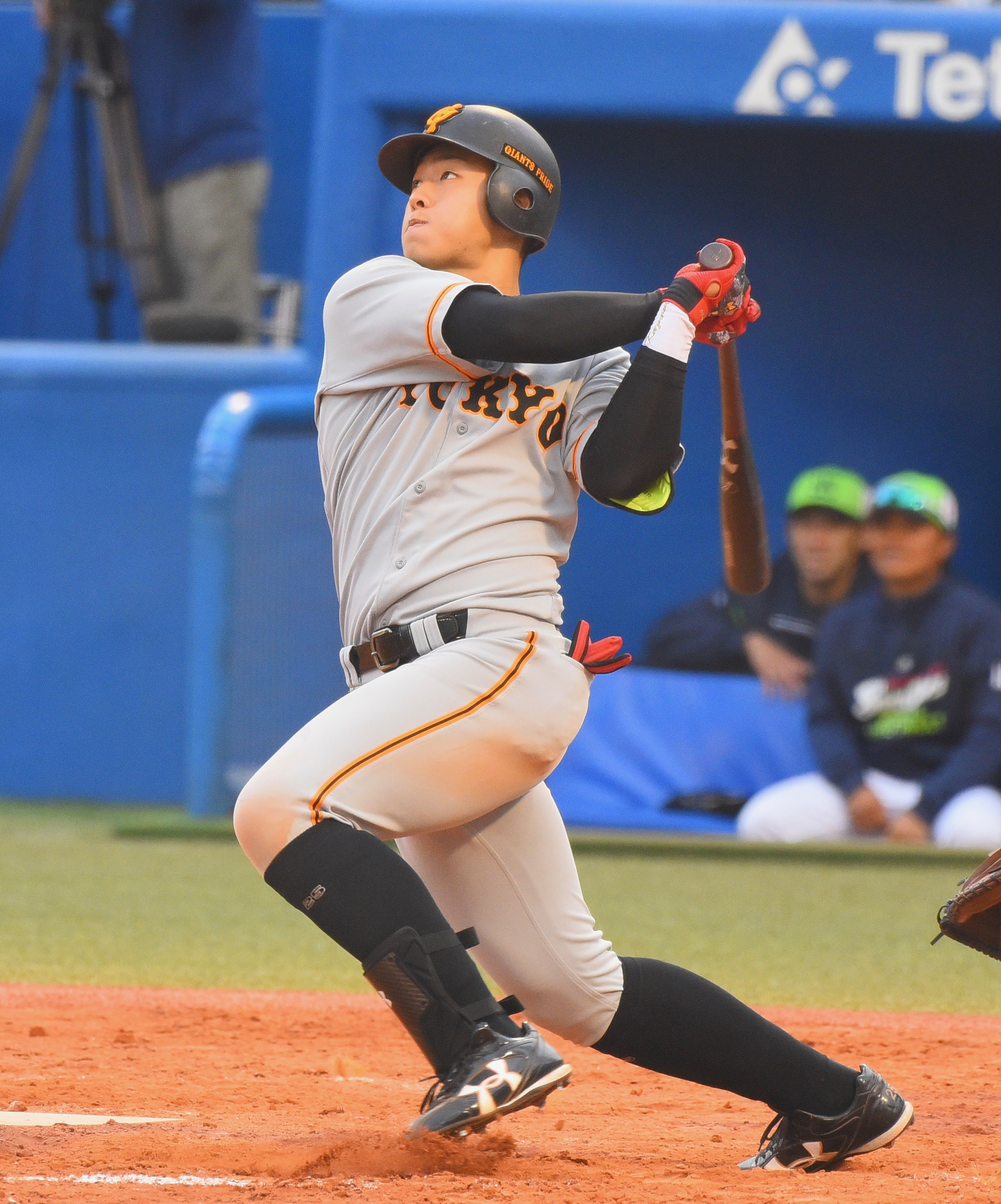
2017年から2019年までTOKYOシリーズで使用されたビジターユニフォームを着用する巨人・岡本和真

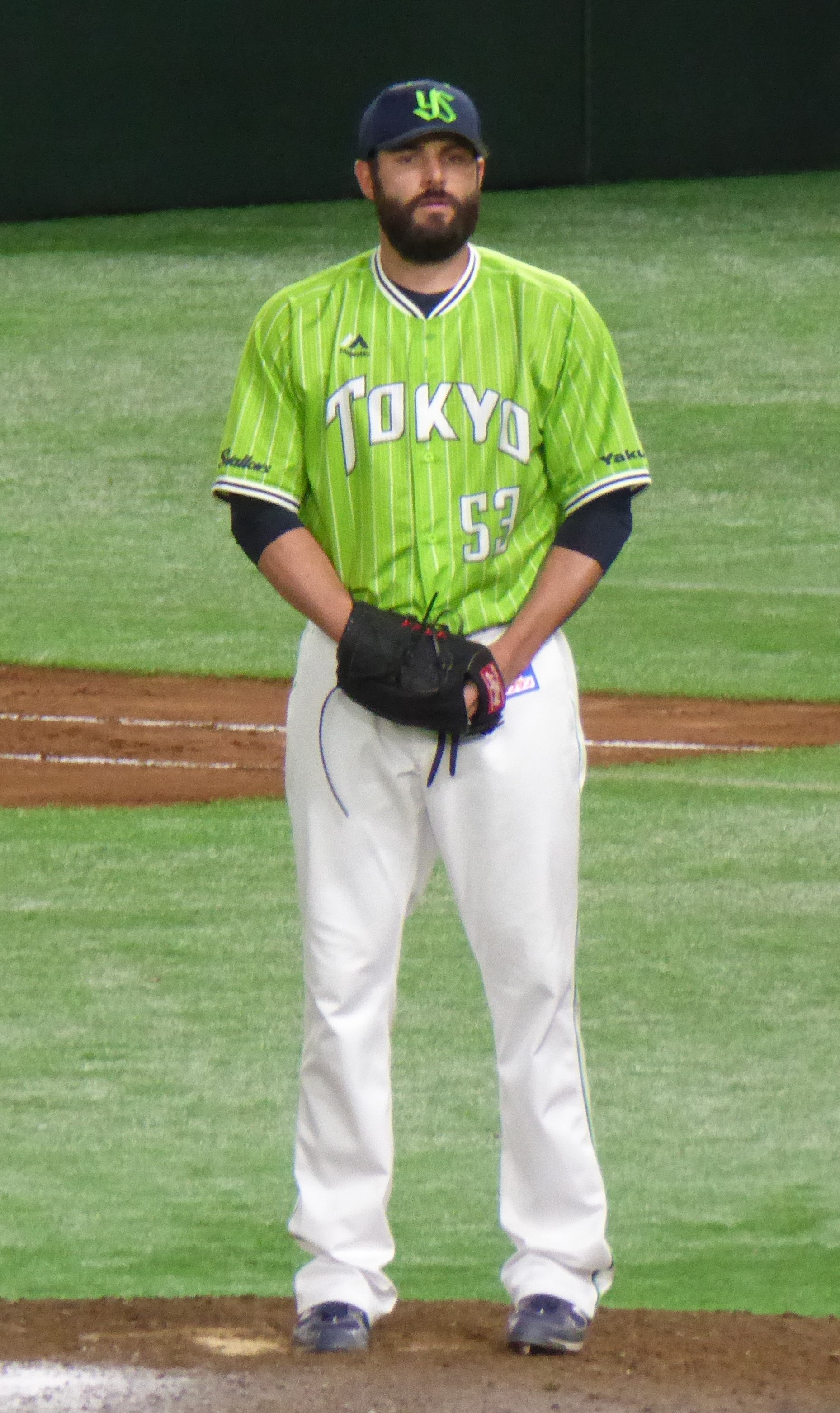
2017年のTOKYOシリーズで使用された燕パワーメントユニフォームを着用するヤクルト・ジョシュ・ルーキ

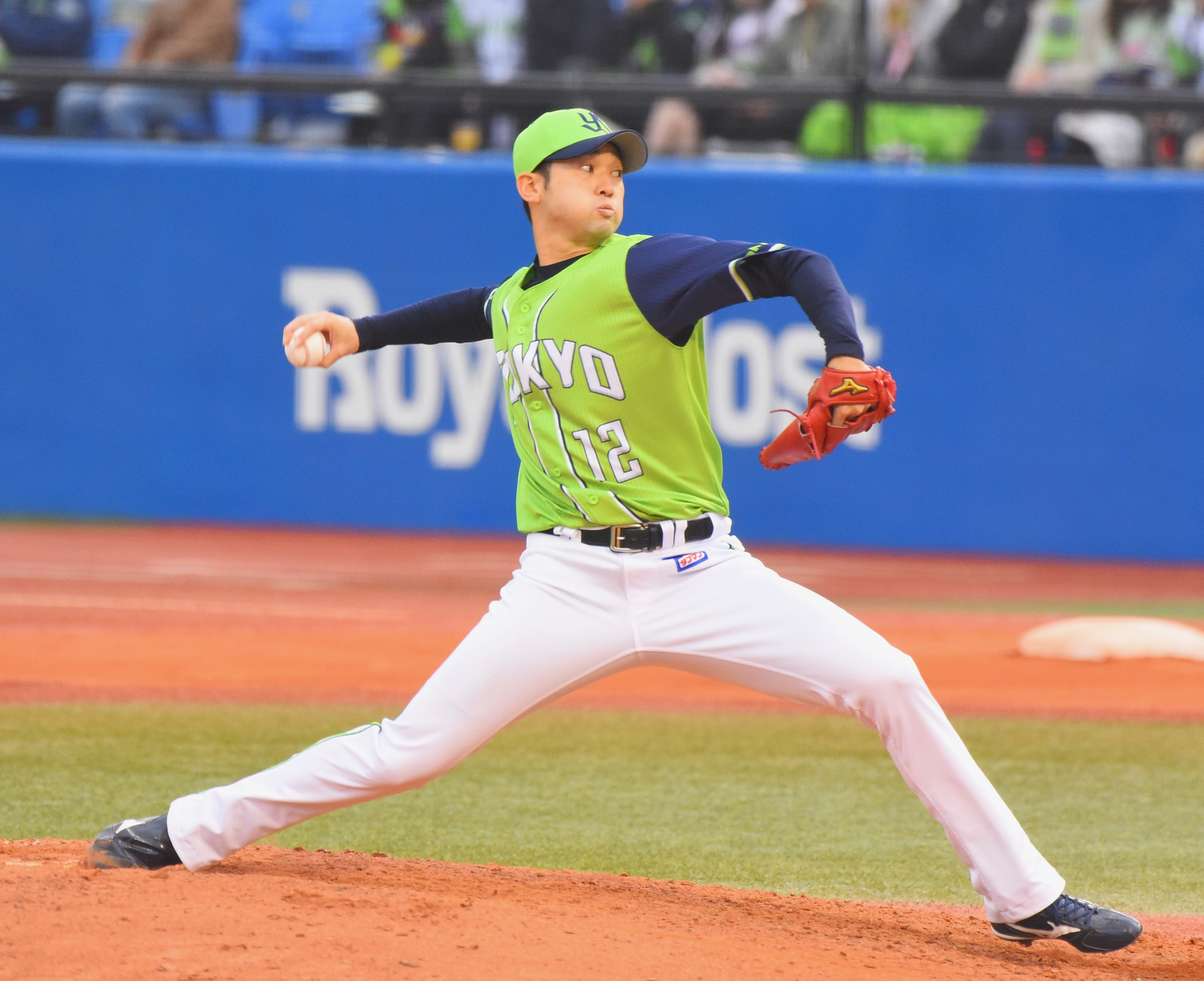
2018年のTOKYOシリーズで使用された燕パワーメントユニフォームを着用するヤクルト・石山泰稚

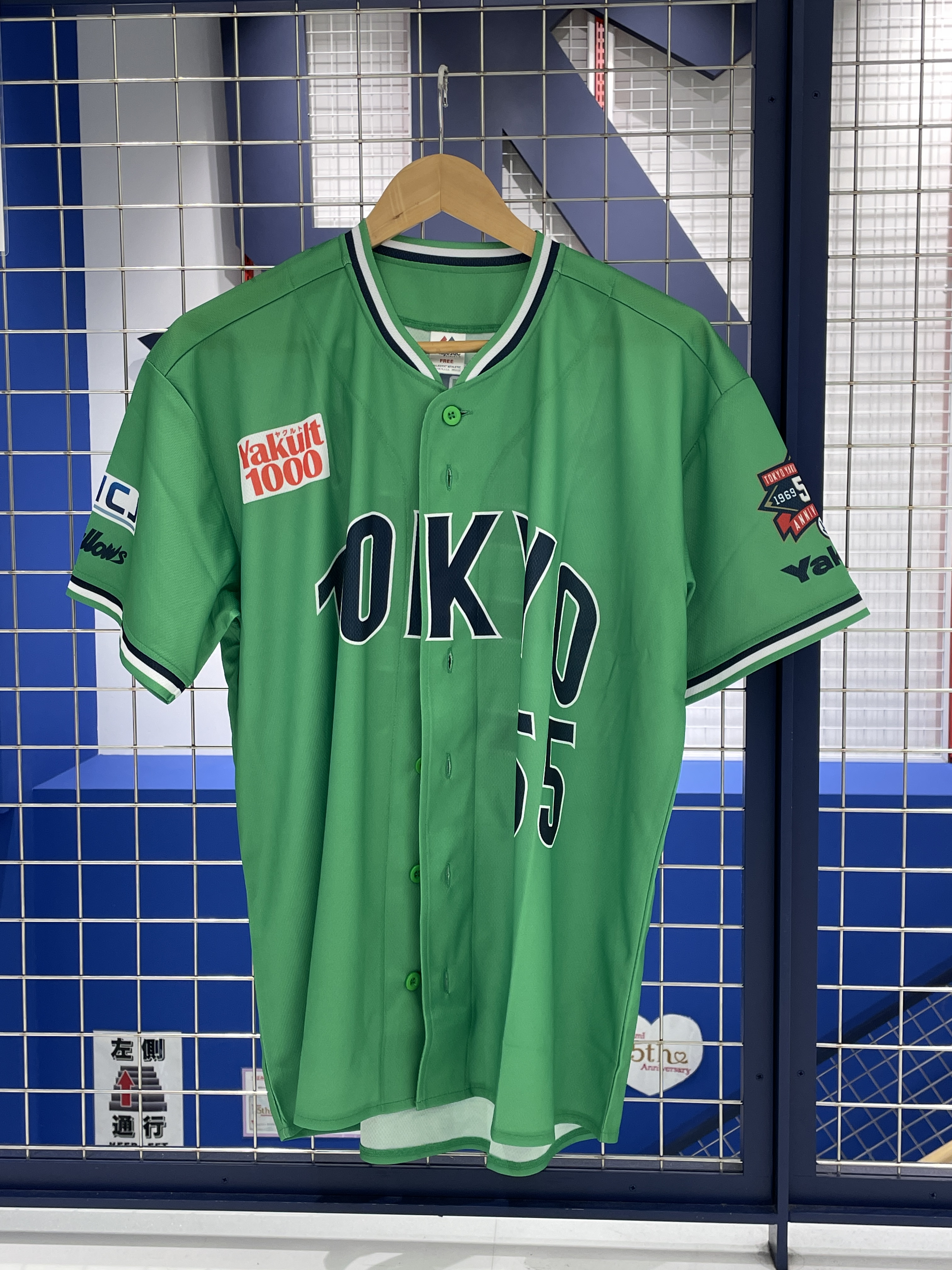
2024年のTOKYOシリーズで使用された2024TOKYO燕パワーユニホーム

この企画は2016年以降も継続して実施され、ホーム&ビジターで1カードずつ行われている。またヤクルトの「燕パワーメント」ユニフォームは毎年デザインの変更が行われている。2020年はホーム&ビジター1試合ずつの計2試合となり対象試合数が減少した。この年の巨人はホームゲームにおいて白地に「TOKYO」の文字が入った特別ユニフォーム「TOKYOユニフォーム」を着用した。

## 近年のヤクルト対巨人
- 2008年のセ・リーグ開幕3連戦での巨人対ヤクルト（明治神宮野球場）は、ヤクルトが巨人の野球を皮肉った『Small Baseball（スモール・ベースボール〈ヤクルト〉）×Big Baseball（ビッグ・ベースボール〈巨人〉）』と銘打って開催された。結果はヤクルトが3連勝した。
- 地方球場での開催も多数ある。巨人主催では北陸、近畿、九州シリーズなどで頻繁に実施。ヤクルト主催は数少ないが、近年では福島県営あづま球場（2009年、2011年、2015年、2017年）や松山坊っちゃんスタジアム（2010年、2021年・2連戦）、静岡県草薙総合運動場硬式野球場（2011年、2013年、2014年、2015年、2017年、2018年）、秋田県立野球場（2012年、2014年、2016年、2019年・2連戦）、HARD OFF ECOスタジアム新潟（2012年・2連戦）、長野オリンピックスタジアム（2013年、2019年）、山形県野球場（2017年）、鹿児島県立鴨池野球場（2018年・2連戦）がある。
  - 2011年は福島県と静岡県での遠征（郡山市営球場で巨人主催2試合、あづま球場でヤクルト主催1試合、静岡・草薙球場でヤクルト主催4試合）が多く開催される。[2]特に福島県では球場こそ違うが同じ組み合わせで主催球団が入れ替わるという珍しい事例でもあった。
- 2013年10月1日から10月3日までの3日間、雨天延期と開催未定試合が重なり、10月1日が神宮球場（ヤクルト主催）、その後の10月2日と10月3日が東京ドーム（巨人主催）の変則三連戦による東京ダービーが発生した。結果は初戦の神宮と三戦目の東京ドームを勝った巨人が勝ち越した[3]。同じようなホームとビジターを入れ替えた2連戦は2024年9月13・14日（初日神宮、2日目東京ドーム）の例もあるが、これは基から2023年末に発表された日程でプログラムされていたものである。
- この両チームと横浜DeNAベイスターズ（横浜市）、埼玉西武ライオンズ（所沢市）、千葉ロッテマリーンズ（千葉市）の5チームによる関東勢対決が存在する。
  - 2010年代の一時期、セ・リーグはセントラル・リーグ首都圏3球団合同企画 GSDB〜Get Stamp&DeKA Badge!と題した関東勢3チームによる合同のライバル対決企画を行ったことがあった。
  - 横浜対ヤクルト戦は「東横線ダービー」と紹介されることもあったが、実際は両球場へのアクセス路線としての東横線・みなとみらい線の知名度は極端に低く[4]、両球団のファンにすら定着せず2010年時点では目立ったプロモーション活動は行われていない。特にベイスターズの親会社がDeNAに変更になって以降は企画そのものが行われておらず、事実上この企画は消滅している。
  - パ・リーグの西武対ロッテ戦は、過去の前身球団時代からの因縁（平和台事件・ライオンズとオリオンズの遺恨）などもあり、現在も「埼玉vs.千葉シリーズ」として紹介される。

## ホームスタジアム
| チーム名               | スタジアム名   | 収容人員 | 画像       |
| ---------------------- | -------------- | -------- | ---------- |
| 東京ヤクルトスワローズ | 明治神宮野球場 | 35,650人 | 神宮球場   |
| 読売ジャイアンツ       | 東京ドーム     | 45,000人 | 東京ドーム |

## 戦績
| 年度   | 引分 | 巨人勝利 | ヤクルト勝利 |
| ------ | ---- | -------- | ------------ |
| 2006年 | 0    | 14       | 8            |
| 2007年 | 0    | 14       | 10           |
| 2008年 | 0    | 18       | 6            |
| 2009年 | 1    | 18       | 5            |
| 2010年 | 1    | 12       | 11           |
| 2011年 | 4    | 8        | 12           |
| 2012年 | 4    | 11       | 9            |
| 2013年 | 1    | 14       | 9            |
| 2014年 | 0    | 13       | 11           |
| 2015年 | 0    | 13       | 12           |
| 2016年 | 0    | 14       | 11           |
| 2017年 | 0    | 17       | 8            |
| 2018年 | 1    | 11       | 13           |
| 2019年 | 0    | 14       | 11           |
| 2020年 | 3    | 15       | 6            |
| 2021年 | 3    | 11       | 11           |
| 2022年 | 1    | 13       | 11           |
| 通 算  | 19   | 230      | 164          |

※ヤクルトが東京ヤクルトと改名した2006年以降のレギュラーシーズンにおける成績（他に2011年のクライマックスシリーズ、2015年のクライマックスシリーズ、2018年のクライマックスシリーズ及び2021年のクライマックスシリーズで対戦があり、ヤクルトの9勝4敗1分〈2015年・2021年CSにおけるヤクルトのアドヴァンテージ1勝を含む〉）

## 関連記事
- 日本のダービーマッチ
- 読売ジャイアンツ
- 東京ヤクルトスワローズ